# Aeroportul Internațional Kókshetaú
Aeroportul Internațional Kókshetaú (în kazahă: Halyqaralyq Kókshetaý Áýejaıy) (IATA: KOV, ICAO: UACK) este un aeroport internațional din Kókshetaú, Provincia Akmola, Kazahstan.

## Istoric
A fost înființat în 1945.

## Destinații
| Companii aeriene | Destinații                  |
| ---------------- | --------------------------- |
| FlyArystan       | Almaty                      |
| SCAT Airlines    | Aktaú, Almaty               |
| IrAero           | Sezonier: Moscova-Zhukovsky |

## Trafic
| An   | Număr pasageri | %        |
| ---- | -------------- | -------- |
| 2012 | 2 353          | ▲ 10.1%  |
| 2013 | 7 401          | ▲ 214.5% |
| 2014 | 3 064          | ▼ 58.6%  |
| 2015 | 17 497         | ▲ 471.1% |
| 2016 | 14 213         | ▼ 18.8%  |
| 2017 | 22 016         | ▲ 15.6%  |
| 2018 | 21 427         | ▼ 2.7%   |